# 张强生
张强生（1916年—1977年），男，江西安福人，中华人民共和国军事人物，中国人民解放军少将，曾任济南军区副参谋长。